# Lewis Thomas

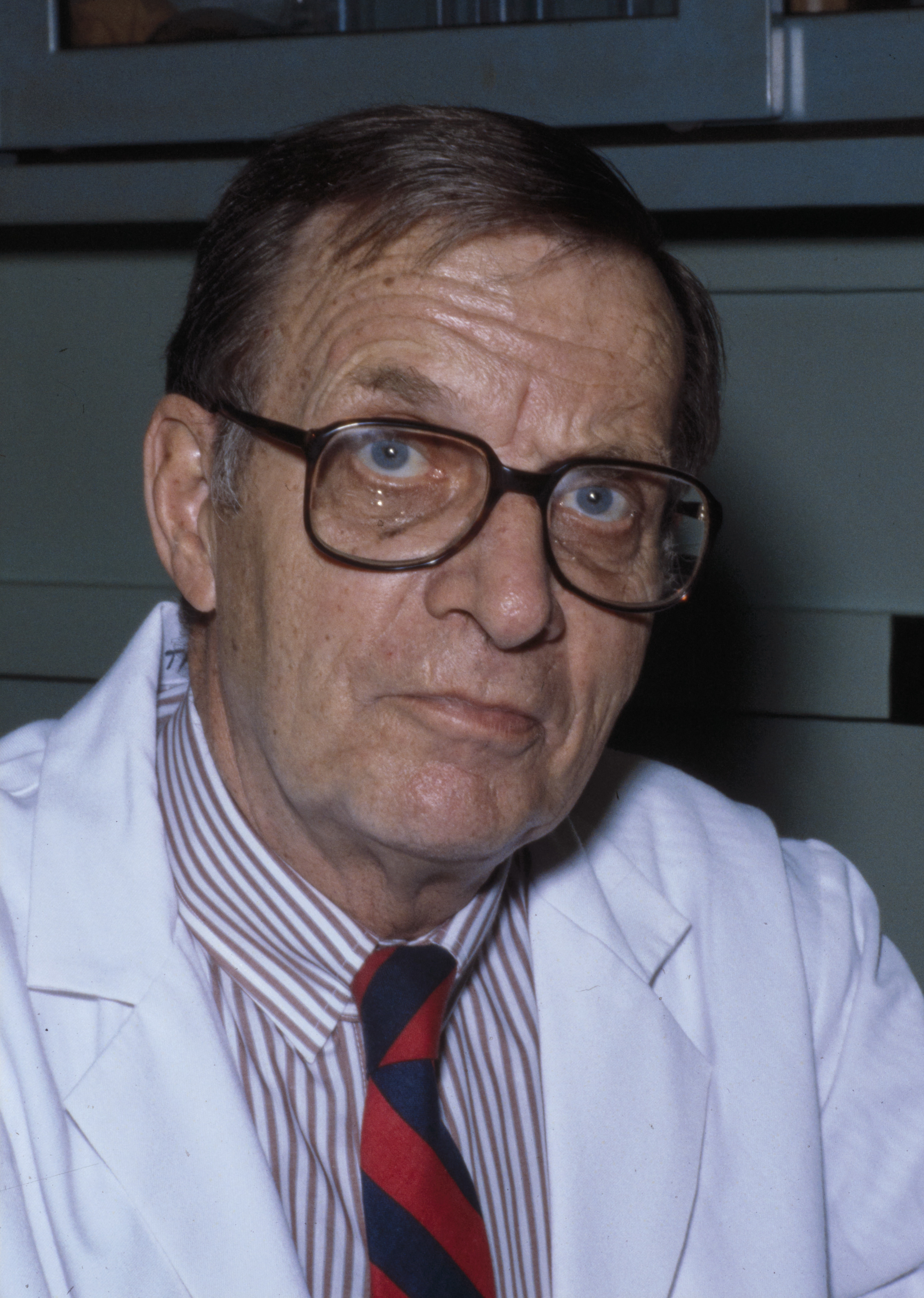
Lewis Thomas

Lewis Thomas (* 25. November 1913 in Flushing, Queens, New York City; † 3. Dezember 1993 in Manhattan) war ein US-amerikanischer Mediziner (experimentelle Pathologie, Immunologie) und Essayist.

## Leben
Thomas, Sohn eines niedergelassenen Arztes, studierte an der Princeton University und ab 1933 an der Harvard Medical School Medizin. Schon als Student schrieb er Gedichte, die in Harpers Bazaar, Atlantic Monthly und der Saturday Evening Post erschienen. Seine praktische Ausbildung (Internship) absolvierte er am Boston City Hospital und seine Facharztausbildung in Neurologie am Columbia Presbyterian Medical Center. Er forschte zunächst an den Thorndike Memorial Laboratories, war im Zweiten Weltkrieg in der medizinischen Forschung im Pazifik für die United States Navy und forschte nach dem Krieg an der Johns Hopkins University in Pädiatrie und über Rheumatisches Fieber. Ab 1948 war er an der Tulane University Medical School und forschte über Immunologie und Mikrobiologie, war ab 1950 an der University of Minnesota, wo er sich weiter mit Rheumatischem Fieber befasste, und wurde 1954 Leiter der Pathologie an der New York University Medical School. Über fünfzehn Jahre widmete er sich der klinischen Forschung in Immunologie und war außerdem Chefarzt am Bellevue Hospital. Er wurde Dekan der New York University School of Medicine und wechselte 1972 an die Yale University, wo er ebenfalls Dekan der Medizinischen Fakultät wurde und die Abteilung Pathologie leitete. Sein Forschungsgebiet waren in dieser Zeit durch Mykoplasmen hervorgerufene Krankheiten. Ab 1973 war er Präsident des Memorial Sloan Kettering Institute. Lewis Thomas starb an Morbus Waldenström.
Thomas ist bekannt für populärwissenschaftliche Essays im New England Journal of Medicine, die er ab 1971 über zehn Jahre in einer eigenen Kolumne schrieb (Notes of a Biology Watcher) und in drei Sammelbänden herausbrachte. Der eine davon, The Lives of a cell: notes of a biology watcher von 1974, erhielt den National Book Award in den Kategorien Arts and Letters sowie Science; sein Band The Medusa and the Snail gewann ebenfalls einen National Book Award. Die Themen seiner Essays spiegelten seine breiten Interessen und Kenntnisse wider, er war aber besonders am Wandel der Medizin im 20. Jahrhundert interessiert. Wiederkehrende Themen waren auch ökologische Auswirkungen und das Eingehen auf die Verbundenheit verschiedener Wissensbereiche. Sie wurden für ihren literarischen Stil gelobt und zeigten auch sein etymologisches Interesse. Außer im New England Journal of Medicine erschienen Essays von ihm auch in Discover und im New York Review of Books.
Thomas schrieb auch eine Autobiographie und ein Buch über Etymologie.
Der Lewis Thomas Prize der Rockefeller University wird jährlich für wissenschaftliche Prosa vergeben. 1986 wurde das Lewis Thomas Laboratory in Princeton nach ihm benannt.
Er war Mitglied der National Academy of Sciences (1972), der American Academy of Arts and Sciences (1961), der American Philosophical Society (1976). und der American Academy of Arts and Letters (1984). 1973 hielt Thomas die George M. Kober Lecture, 1983 erhielt er die George M. Kober Medal.

## Schriften
- The Lives of a Cell: Notes of a Biology Watcher, Viking Press 1974, Penguin Books 1995
- The Medusa and the Snail: More Notes of a Biology Watcher, viking Press 1979, Penguin Books 1995
- Late Night Thoughts on Listening to Mahler's Ninth Symphony, Viking Press 1983, Penguin Books 1995
- The Youngest Science: Notes of a Medicine-Watcher, Viking Press 1983, Penguin Books 1995
- Et Cetera, Et Cetera: Notes of a Word-Watcher, Little Brown & Co 1990
- The Fragile Species, Scribner 1992, Simon and Schuster 1996
- Could I ask you something ?, 1985 (Gedichte)